# Tricao Malal
Tricao Malal es una localidad ubicada en el norte de la provincia del Neuquén (Argentina), dentro del departamento Chos Malal.

## Población
Según el censo 2022 se conoció una población dentro del municipio de 1,026 habitantes y 454 viviendas.Este dato situó a la localidad como el tercer municipio de tercera categoría menos poblado de la provincia. Además, el censo dio a conocer datos de su composición poblacional (440 hombres 460 mujeres), población urbana sin población rural dispersa o localidades dispersas en el municipio (900) densidad y área urbana.
| Gráfica de evolución demográfica de Tricao Malal entre 1991 y 2022 |
|                                                                    |
| Fuente: Censos nacionales del INDEC                                |

## Turismo
Los atractivos turísticos más importantes de la zona son la Laguna Huaraco y el Paraje Cancha Huinganco. La Laguna Huaraco (a 2000 m s. n. m.), está situada hacia el noreste de Tricao Malal, a unos 50 km del pueblo, donde hay abundantes truchas arco iris, de gran porte, haciéndola un excelente lugar para la pesca deportiva (con devolución obligatoria). También visitan la zona gran variedad de aves como gallaretas, patos silvestres, avutardas, bandurrias, cisnes de cuello negro y flamencos. Otro lugar a visitar es el Paraje Cancha Huinganco, ubicado al pie de la Cordillera del Viento, a 8 km, al oeste de Tricao Malal, se puede visitar un galpón de baño y esquila de ganado y observar tareas típicas de crianderos.

## Clima
El clima de Tricao Malal es del tipo continental de altura, con inviernos rigurosos muy fríos y temperaturas mínimas absolutas de hasta -23 °C. La nevadas son frecuentes e intensas durante los meses invernales. Los veranos se presentan moderados, con días templados y noches frescas.